# Oligia brunnescens
Oligia brunnescens är en fjärilsart som beskrevs av Heydemann 1942. Oligia brunnescens ingår i släktet Oligia och familjen nattflyn. Inga underarter finns listade i Catalogue of Life.